# 中易水河
中易水河，位于中华人民共和国河北省中部的一条河流，是南拒马河右岸支流。上游又称白沙河，发源于易县良岗镇川角村西北蚍蜉岭东麓，东南流至良岗镇政府驻地水口村后转东流，横贯易县中部后流入定兴县，于定兴县北河镇东北汇入南拒马河。河流全长86千米，流域面积1979平方千米。流域上游地处太行山石灰岩地区，群山连绵，下游为华北平原，地势平坦。年均降水量510毫米，主要集中在7~9月间，枯水年河道11月至次年6月无基流，平水年4~5月也无基流。上游建有大型水库安格庄水库。南水北调中线工程，在易县裴山镇小罗村以北以倒虹吸形式下穿中易水河。